# 山鳥おふう
山鳥おふう（やまどり おふう、11月25日 - ）は、日本の漫画家、イラストレーター。

## 作品リスト

### 漫画
- まじぱに（コミデジ+、全3巻）
- ゲーマーズの方から来ましたにょ（フロムゲーマーズHOT、2008年3月〜10月）
- データ分析入門（著者：高橋信、PHP研究所）
- まにゅーば!rideAT（原作：中山文十郎、コミックガム、全3巻）
- 中の人などいない! トーキョー・ヒーロー・プロジェクト（原作：ALcot、コミックジャイアン）
- のんびりVRMMO記（原作：まぐろ猫@恢猫、アルファポリス、連載中）
- マンガでやさしくわかる心理学（箸：横田正夫、マンガ原作：松尾陽子、日本能率協会マネジメントセンター）

### アンソロジーコミック
- 花咲くいろは ぼんぼる！（バンダイビジュアル）
- もしかして:はいてない!?（エンターブレイン）
- ブログ妖精ココロアンソロジーコミック（DNAメディアコミックス）
- 黒脚(黒タイツ･黒スト娘アンソロジー)（一迅社）
- うみねこのなく頃にNote.08 GE（封入特典『真里亞のノート』内）
- ラブツナ～AMETHYST COLLECTION～（ピクトプレス） ※表紙
- 天元突破グレンラガンアンソロジーvol.3（エンターブレイン）
- 舞-HiMEコミックアンソロジーFIRST ATTACK!（ブロッコリー）
- エンジェルフルコース Vol.2（ブロッコリー）
- AIRコミックアンソロジーきみのいる場所（ブロッコリー）

### イラスト
- アクエリアンエイジ
- モンスターコレクション
- ダイナマイトナース・リターンズ
- ディメンション・ゼロ
- あいどるプロジェクト
- たんとくおーれ
- けもぱに
- くにとりっ
- 東方混沌符
- 東方雅華乱舞
- 萌える!物理法則・公式集 （ナツメ社）
- 萌え辞典シリーズ

### 挿絵
- でじこのごきげん日記（菜の花すみれ・著） ※本文挿絵